# Sochaux
Sochaux település Franciaország keleti részén, Doubs megyében, Franche-Comté régióban.

## Földrajz
Sochaux 3 km-re keletre található Montbéliard városától. Területe 2,17 km², tengerszint feletti magassága 317–398 m.

## Demográfia
| Év   | Lakosság |
| ---- | -------- |
| 1962 | 4675     |
| 1968 | 6116     |
| 1975 | 6344     |
| 1982 | 5254     |
| 1990 | 4419     |
| 1999 | 4491     |
| 2004 | 4552     |
| 2008 | 4212     |

## Gazdaság
Sochaux ad otthont a francia PSA Peugeot Citroën autógyár egyik részlegének, melyben 2005 végi adatok szerint körülbelül 16 ezren dolgoznak. Szintén itt található a Peugeot-múzeum, melyben a gyár által készített legendás személygépkocsik tekinthetők meg.

## Sport
A település leghíresebb sportcsapata az FC Sochaux-Montbéliard, mely a Ligue 1-ben, a francia labdarúgás legmagasabb osztályában szerepel. A csapat eddig kétszer nyerte meg a francia bajnokságot, és kétszer a kupát.

## Fordítás
- Ez a szócikk részben vagy egészben  a   Sochaux című angol Wikipédia-szócikk fordításán alapul.  Az eredeti cikk szerkesztőit annak laptörténete sorolja fel. Ez a jelzés csupán a megfogalmazás eredetét és a szerzői jogokat jelzi, nem szolgál a cikkben szereplő információk forrásmegjelöléseként.

## Külső hivatkozások
- Hivatalos honlap
- Tudnivalók és látnivalók
- Statisztikai adatok